# Société Commerciale des Transports et des Ports
De Société commerciale des transports et des ports (SCTP), tot 2011 Office national des transports (ONATRA) genoemd, is een overheidsbedrijf van de Democratische Republiek Congo dat vooral in het westen en noorden van het land actief is. Het hoofdkantoor is gevestigd in Kinshasa.

## Geschiedenis
Het overheidsbedrijf met een industrieel en commercieel karakter werd in 1935 opgericht onder de naam Office des transports coloniaux (OTRACO). Het werd bij de onafhankelijkheid in 1960 omgedoopt tot Office des transports au Congo (OTRACO). Het wordt in 1971-1972 opgeheven en vervangen door het Office national des transports(ONATRA).
In 1973 bereikte zij een piek van 410.871 vervoerde passagiers.
Door de liberalisering van de binnenvaart, die volgde op een besluit van de Congolese overheid in 1977 werd het monopolie opgeheven en kreeg iedere natuurlijke of rechtspersoon het recht reder te worden. De algemene verslechtering van de aangeboden dienstverlening en de gestegen concurrentie leidden tot een aanzienlijke daling van het passagiersverkeer (121.779 in 1982).
Tijdens de recente oorlogen was de Congo-rivier tot voorbij Mbandaka geblokkeerd. Sinds 2003 is het verkeer geleidelijk hervat tot Kisangani, en naar het noorden via de Ubangui.
Het overheidsbedrijf ONATRA werd omgevormd tot een naamloze vennootschap met beperkte aansprakelijkheid, Société Commerciale des Transports et des Ports , waarvan de statuten op 24 december 2010 werden geregistreerd.

## Activiteiten
De belangrijkste activiteiten zijn het uitbaten van spoorweg- en haveninfrastructuur en transport via boot. Het maatschappelijk doel van de onderneming is :
- de exploitatie van al dan niet gecombineerde multimodale vervoersdiensten van personen, goederen of andere zaken over water, per spoor of over de weg;
- de exploitatie van havens en aanverwante of bijkomende diensten;
- de exploitatie en het beheer van scheepswerven

## Netwerk
Het netwerk van ONATRA bestaat uit:
- de spoorweg Matadi-Kinshasa, overeenkomstig de met de Nationale Spoorwegmaatschappij van Congo ondertekende overeenkomst;
- het netwerk van meren en rivieren: enerzijds van Boma naar Banana (aan Kalamu), en anderzijds de (zij)rivieren van de Congo en de Kasai;
- de zeehavens van Matadi en Boma, en de rivierhavens van Kinshasa, Mbandaka en Kisangani.